# Луковица (Приједор)
Луковица је приједорска градска четврт смјештена километар јужно од центра града.

## Географија
Границе чине Улице Саве Ковачевића (исток), Краља Александра (сјевер), Српских великана (запад) и Алеја козарског одреда (југ). Познато је и под називом Колонија, јер је изграђено за потребе радника оближње фабрике Целпак. Припада мјесној заједници Кокин град.